# Модные слова
Модные слова (гламурная лексика, «умные слова», англ. buzzword) — особый род новых слов и речевых конструкций, часто используемых в коммерции, пропаганде и профессиональной деятельности для оказания впечатления осведомлённости говорящего и для придания чему-либо образа важности, уникальности или новизны. Из-за неумеренного употребления смысл слова размывается, и «модные слова» можно встретить даже в контексте, не имеющем отношения к исходному значению: например, «элитные семинары [слово, в какой-то момент заменившее „элитарные“ — доступные самым богатым] по умеренным ценам», «эксклюзивные часы [изготовленные штучно], выпущенные тиражом в 11111 экземпляров».
Модные слова бывают неизвестными, иногда имеют хождение лишь в профессиональных кругах или отдельных социальных группах, обозначают расплывчатые понятия или неясны, что отличает их от модного сленга и жаргона. Могут быть также общеизвестными словами, используемыми в значении, отличном от словарного и несущими добавочную коннотацию. Некоторые модные слова полностью синонимичны существующим общеизвестным словам, и, аналогично эвфемизмам, используются ради более положительного их восприятия и для избежания ясности и однозначности выражения. Кроме того, в качестве модных слов используются неоправданные заимствования из других языков с расплывчатым содержанием (например, «комьюнити»).
В целях рекламы описания потребительских товаров или услуг насыщаются модными словами для формирования ими положительного образа без установления однозначных фактов (например, отмечаются как «элитные», «стильные», «эксклюзивные», «культовые», «премиальные»). В политике часто модными словами становятся «стабильность», «права человека», «свобода» и «демократия». В разработке программного обеспечения есть понятие «buzzword compliant» — когда программа поддерживает какую-либо технологию (например, клиент-сервер, CORBA, Java, REST, AJAX) просто потому, что она модная, без реальной потребности.
Близко к модным словами понятие технотрёп (англ. technobabble) — приём пропаганды и искусства, когда научно-техническими терминами говорится бессмыслица, непонятная слушателю и призванная его впечатлить.

## Buzzword bingo

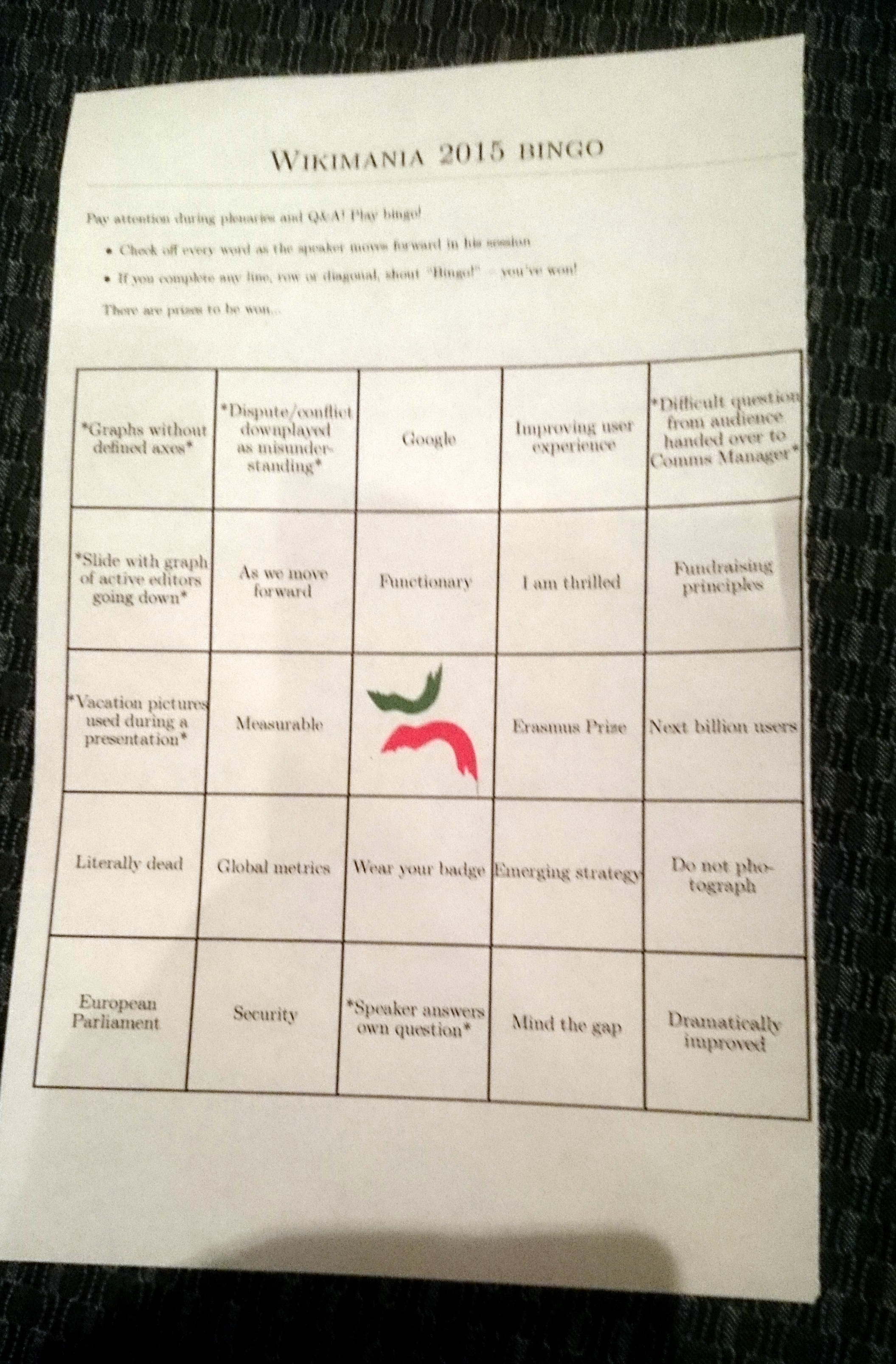
Карточка для buzzword bingo на «Викимании-2015» в Мехико

Модные слова — частый гость на выступлениях и совещаниях. Сотрудники Silicon Graphics Том Дэвис и Сет Кац придумали игру «buzzword bingo»: слова пишутся на карточке лото (бинго), как только слово промелькнуло в выступлении — зачёркивается. Тот, кто собрал ряд или колонку, выигрывает, если будет достаточно смел, чтобы выкрикнуть «Бинго!» прямо на совещании. Игра стала популярной, попав в комикс про Дилберта.
Задокументирован случай игры в 1996 году в Массачусетском технологическом институте на выступлении Альберта Гора, известного такими словами. Гор, впрочем, был предупреждён, что его будут разыгрывать, и когда в аудитории раздался смех, он ответил: «Я что, сказал „модное слово“?»